# Rudki (Wałcz)
Rudki (deutsch Hoffstädt, früher Hofstädt, auch Hoffstedt) ist ein Dorf in der Landgemeinde (Gmina) Wałcz (Deutsch Krone) im Powiat Wałecki (Deutsch Kroner Kreis) der polnischen Woiwodschaft Westpommern.

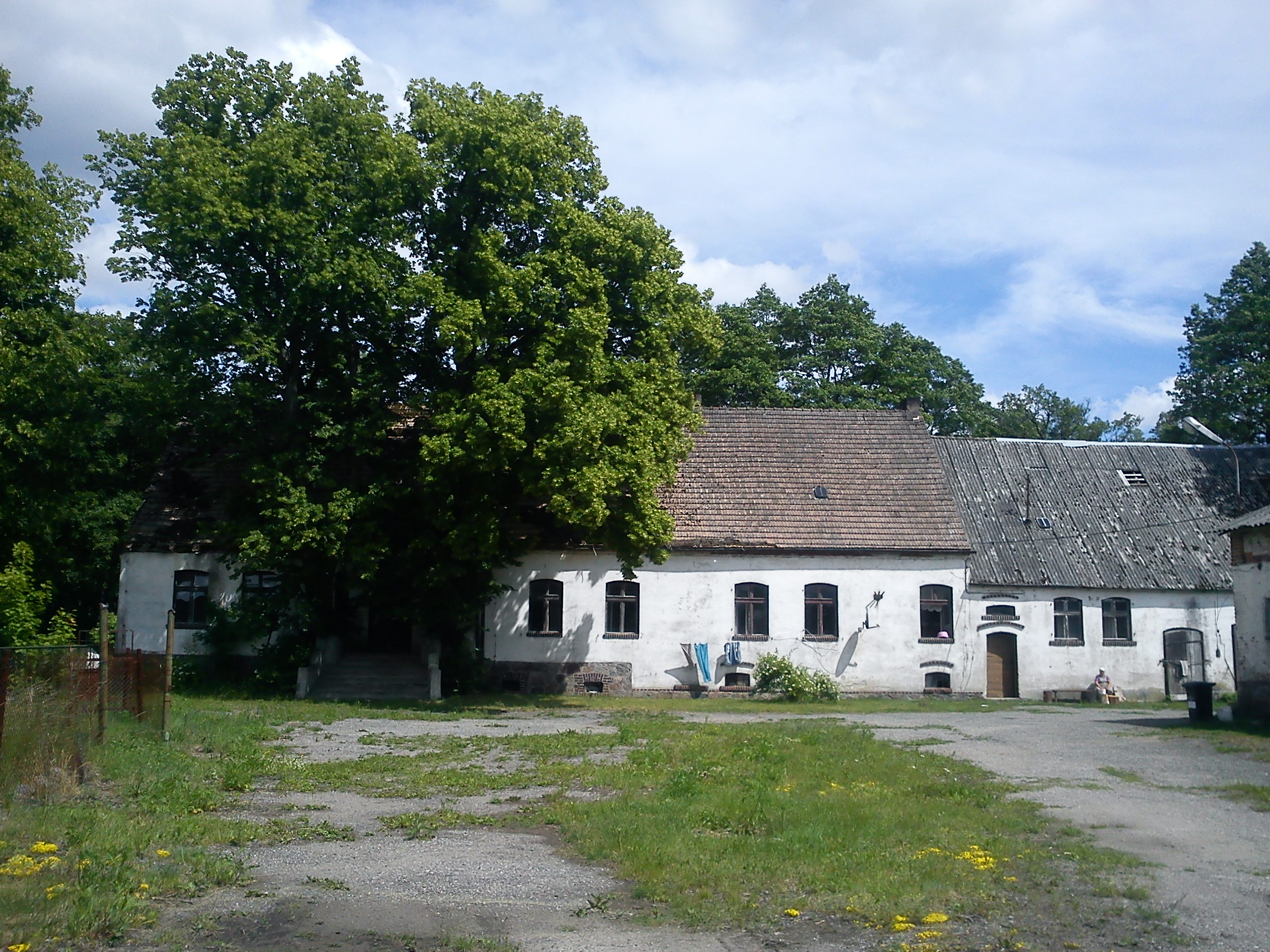
Gebäudetrakt des Gutshauses des ehemaligen Guts Doberitzfelde (Aufnahme 2012)

## Geographische Lage
Das Dorf liegt im Netzedistrikt des ehemaligen Westpreußen, etwa 18 Kilometer nordnordwestlich von Wałcz (Deutsch Krone), 21 km ostnordöstlich von Mirosławiec (Märkisch Friedland) und elf Kilometer nordöstlich von Piecnik (Petznick).

## Geschichte
Die Ortschaft Hoffstädt gehörte früher zu den sogenannten Goltzer Gütern. Ältere Ortsbezeichnungen sind Rudki (1599), zur Hoffstedte (1617), Rudka (1633), Hoffstedt sive Rudki (1700). Der polnische Name bedeutet ‚Eisenerz‘. Im Jahr 1783 besaßen Generalmajor von Dittmer und die Gebrüder Goltz das Dorf Hoffstedt nebst Kesburg, Langhof, Latzig, Machlin und Schönholzig. 1787 war Generalmajor von Dittmer alleiniger Besitzer von Hoffstedt. 1805 wurde Rittmeister von Herzberg als Besitzer des Dorfs genannt.
Um 1930 hatte die Gemeinde Hoffstädt sieben Wohnplätze:
- Döberitzfelde
- Forsthaus Hoffstädt
- Hoffstädt
- Hoffstädtermühle
- Joachimsthal
- Karlswerk
- Ziegelei

Im Jahr 1945 gehörte Hoffstädt zum Landkreis Deutsch Krone im Regierungsbezirk Grenzmark Posen-Westpreußen der preußischen Provinz Pommern des Deutschen Reichs. Hoffstädt war Sitz des Amtsbezirks Hoffstädt.
Im Februar 1945 wurde Hoffstädt von der Roten Armee besetzt. Nach Beendigung der Kampfhandlungen wurde die Region seitens der sowjetischen Besatzungsmacht zusammen mit ganz Hinterpommern und der südlichen Hälfte Ostpreußens – militärische Sperrgebiete ausgenommen – der Volksrepublik Polen zur Verwaltung überlassen. Es wanderten nun Polen zu. Hoffstädt wurde unter der polnischen Ortsbezeichnung „Rudki“ verwaltet. Die einheimische Bevölkerung wurde von der polnischen Administration aus Hoffstädt vertrieben.

### Demographie
| Jahr | Einwohner | Anmerkungen |
| ---- | --------- | --- |
| 1783 | –         | Hofstädt, adliges Dorf nebst drei Vorwerken und einer evangelischen Kirche, im Netzedistrikt, Kreis Krone, 41 Feuerstellen (Haushaltungen)                                    |
| 1818 | 266       | Hofstädt, Hauptgut, adlige Besitzung |
| 1910 | 529       | am 1. Dezember, davon 225 (219 Evangelische und sechs Katholiken; eine Person mit polnischer Muttersprache) im Dorf und 304 (294 Evangelische, neun Katholiken) im Gutsbezirk |
| 1925 | 571       | darunter 557 Evangelische und 14 Katholiken |
| 1933 | 762       | [ 6 ] |
| 1939 | 668       | [ 6 ] |

## Kirche
Vor 1945 gehörte die evangelische Gemeinde Hoffstädt zur Parochie Neugolz, die 1817 gegründet worden war.